# Devilette
Devilette (ook wel bekend als daemonbabe, daemonchick, daemoness, daemonette en BSD chick) is een vrouw met bruin haar gekleed in een rode latex catsuit met hoorns en een staart, in de stijl van BSD Demon. Devilette wordt vaak gespot als een promotioneel model op BSD-gerelateerde evenementen. De originele BSD chick was Ceren Ercen van FreeBSD Test Labs.

## Gebruik in trollen
Op de populaire website Slashdot worden BSD-artikelen vaak overspoeld met "BSD is stervende"-trollen. Een gevolg hiervan is een contra-trollenbeweging waar gebruikers de positieve kant van BSD laten zien. Deze omvatten verklaringen van affectie voor Ercen, "een echte geekbabe uit de Bay Area", dat ze een veel leukere, sexyer en betere mascotte is dan een mollige pinguïns. Deze berichten kunnen ook worden beschouwd als trollen.